# Neuzeller Wallfahrtslied
Das Neuzeller Wallfahrtslied Maria, Mutter, Friedenshort ist ein katholisches Kirchenlied.

## Entstehungsgeschichte
Im deutschsprachigen Schlesien war die Wallfahrtskirche im Kloster Grüssau bis zum Zweiten Weltkrieg für die Katholiken ein beliebter und vielbesuchter Wallfahrtsort. Danach wurde die deutsche Bevölkerung aus Schlesien vertrieben, und das Erzbistum Breslau war zwischen Polen und Deutschland geteilt. Städte wie Görlitz oder Neuzelle lagen nun auf der deutschen Seite, und es wurde daher das Erzbischöfliche Amt Görlitz ausgegründet.
Die zahlreichen deutschen Vertriebenen konnten jetzt nicht mehr nach Grüssau wallfahren. Die vertriebenen katholischen Jugendlichen pilgerten Ende Juni 1947 auf Anregung des damaligen Görlitzer Jugendseelsorgers Heinrich Theissing zur Marienkirche des ehemaligen Zisterzienserklosters Neuzelle.

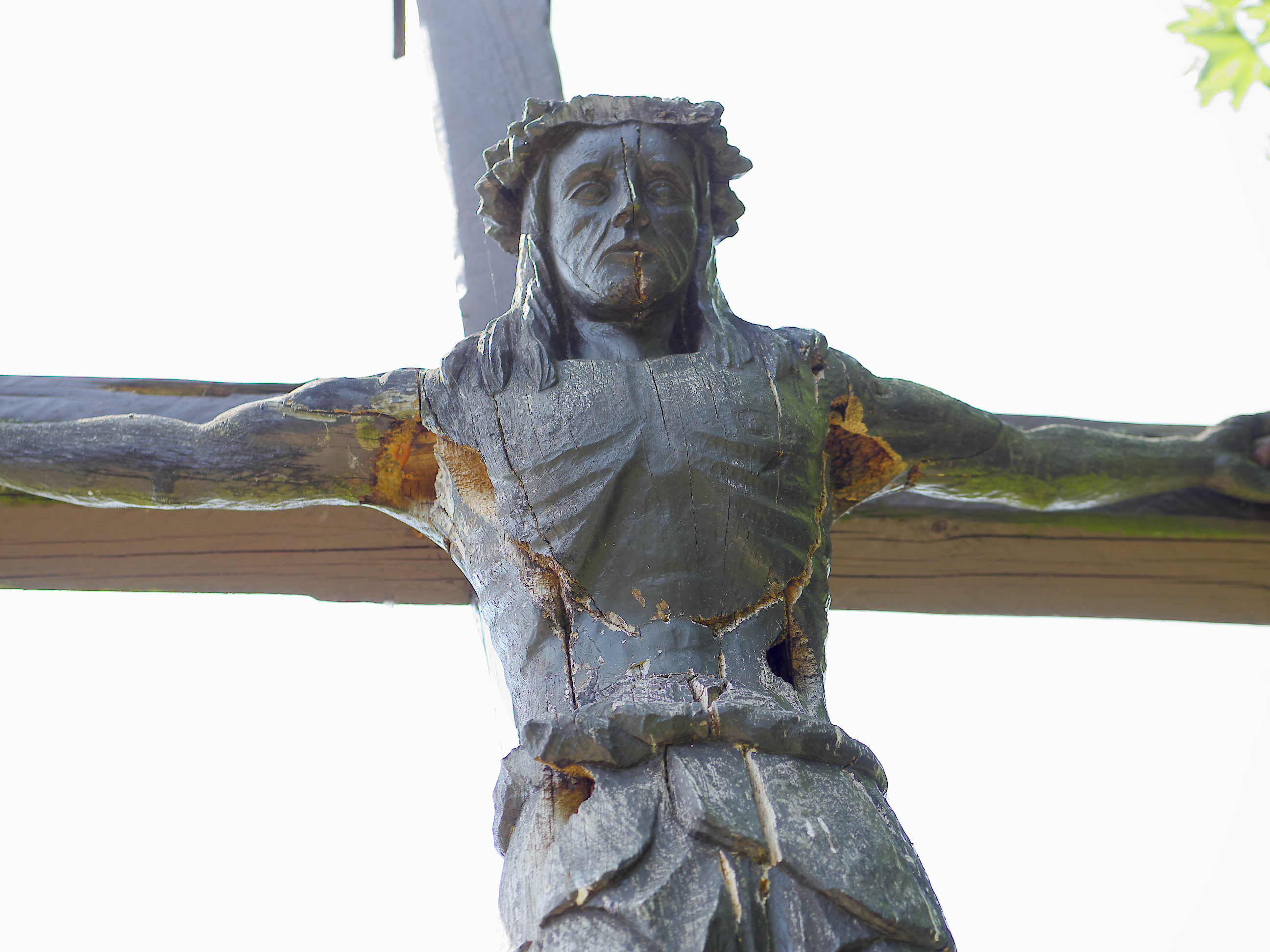
Korpus des Wallfahrtskreuzes von Georg Schröter auf dem Kreuzweghügel des Klostergeländes Neuzelle

Nach dieser Jugendwallfahrt bat Theissing den befreundeten Görlitzer Holzbildhauer und Dichter Georg Schröter (1910–1986), ein geeignetes Wallfahrtslied zu dichten. Dieser kam aus einfachen Verhältnissen und war mit den Umständen von Vertreibung, Krieg, Tod und Hunger gut vertraut, so dass er in der Lage war, einen passenden Text zu dichten. Der Musikpädagoge Adolf Lohmann komponierte noch vor der zweiten Wallfahrt 1948 eine Melodie für dieses Lied Maria, Mutter, Friedenshort, und Georg Schröter schnitzte ein Wallfahrtskreuz, das 1948 von den Jugendlichen von Görlitz nach Neuzelle getragen wurde und sich bis heute auf dem Kreuzweghügel des Klostergeländes befindet. Es trägt die Inschrift:
Du

König

du

Sieger

sieh

unsre

Not

Errichtet

von der

Jugend der

Diözese

A 1948 D

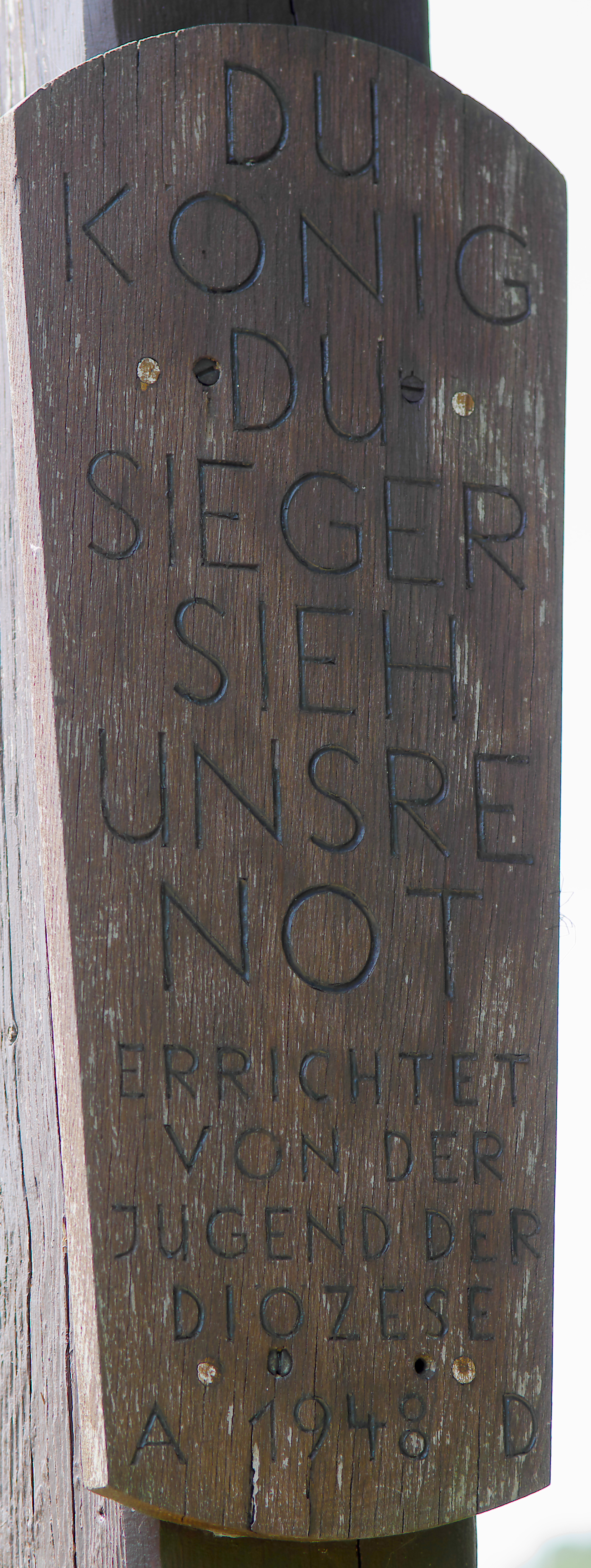
Inschrift des Wallfahrtskreuzes von Georg Schröter

Die acht Strophen dieses Marienliedtextes wurden in der Folgezeit besonders von den aus Schlesien Vertriebenen sehr geschätzt und häufig gesungen. Seit 1948 wird das Lied nicht nur bei den jährlich am Dreifaltigkeitssonntag stattfindenden Wallfahrten des Bistums Görlitz angestimmt. Schließlich wurde es in den Eigenteil des alten Gotteslobs für das Gebiet der DDR aufgenommen. Im neuen Gotteslob befindet es sich im Regionalteil der ostdeutschen Bistümer unter der Nummer 860, im Eigenteil der Kirchenprovinz Hamburg unter Nummer 903.

## Textcharakter
Der Text ist kein anspruchsloses Gebrauchslied, sondern enthält ungewöhnliche und gehobene Formulierungen.
Die erste Strophe thematisiert Maria als Regina pacis sowie als Fürsprecherin, und in der zweiten, fünften und siebenten Strophe wird sie als Adressatin von Fürbitten angerufen. Die dritte, vierte, sechste und achte Strophe bestehen aus Versen zum Lobpreis und zum Dank.
Die Schlusszeilen der dritten Strophe „Wenn deine Hand die Schatten hebt, wird uns ein Fest der Gnade(n) tagen“ lauten im Hamburg-Hildesheim-Osnabrücker Eigenteil fälschlich: „Wenn deine Hand die Schatten hebt, wird uns ein Fest der Gnaden tragen“.

## Namensgebung
Das Kloster Maria Friedenshort in Neuzelle wurde in Anlehnung an das Neuzeller Wallfahrtslied benannt.